# Cristina Durán Costell
Cristina Durán Costell (Valencia, 1970) es una ilustradora y dibujante española. Es licenciada por la facultad de Bellas Artes de Valencia con especialidad en dibujo. Mientras estudiaba creó el fanzine No Aparcar Llamo GRUA con Miguel Ángel Giner, Robin y Alberto Botella. Posteriormente, en 1993 los cuatro crearon la empresa LaGRUAestudio, dedicada a la ilustración de libros y publicitaria, el cómic y la animación. Trabajó para que la Asociación Profesional de Ilustradores de Valencia (APIV) retomara su actividad en 1997 y fue la presidenta entre los años 2006 y 2009. También ha sido miembro de la Junta Directiva de la Federación de Asociaciones de Ilustradores Profesionales (FADIP) y de la junta fundadora del European Illustrators Forum (EIF).

## Premios y nominaciones
- Finalista del Premio Nacional de Cómic entregado por el Ministerio de Cultura de España por Una posibilidad entre mil (2010)[4]
- Finalista del Premio Nacional de Cómic entregado por el Ministerio de Educación, Cultura y Deporte por La máquina de Efrén (2013)[5]
- Ganadora, junto a Miguel Ángel Giner y Laura Ballester del Premio Nacional de Cómic por la novela gráfica 'El día 3' (2019)